# جائزة جنوب إفريقيا الكبرى للدراجات النارية 1992
جائزة جنوب أفريقيا الكبرى للدراجات النارية 1992 هو سباق دراجات نارية أقيم بتاريخ 6 سبتمبر 1992 في حلبة كيالامي. كان الجولة الثالثة عشر من أصل 13 في سباق الجائزة الكبرى للدراجات النارية موسم 1992. فاز الأمريكي جون كوسينسكي بفئة 500 سي سي بينما جاء الأسترالي واين غاردنر في المركز الثاني وحصل على المركز الثالث الأمريكي وين ريني.

## وصلات خارجية
- الموقع الرسمي